# Semântica operacional
Semântica operacional é uma das abordagens de semântica formal, em que o significado de uma construção da linguagem é especificado pela computação que ela induz quando executada em uma máquina hipotética. A semântica operacional preocupa-se mais em como os programas são executados do que meramente com os resultados destas computações. A semântica formal é uma das áreas de estudo de ciência da computação, preocupada em atribuir significado às construções das linguagens de programação.

## Tipos de semântica operacional
A abordagem de semântica operacional possui duas versões:
- Semântica operacional estruturada - Especifica mais detalhes da execução, tomando um passo menor;
- Semântica natural - Simplifica a notação e esconde detalhes, ao tomar um passo maior.